# 教育施設
教育施設（きょういくしせつ）とは、教育が行われる施設。

## 概要
教育施設の語は、次のいずれかの意味で使用されることが多い。
1. 教育を行うための物的資源および人的資源
例えば、「学校」の語が、人（教員など）と物（校舎・運動場など）を包括する意味を持つ。
使用例: 「教育施設側の態度」
この意味は、「教育機関」の語と意味合いが近い。
2. 教育を行うための物的資源
例えば、「学校」の語が、物（校舎・運動場など）のみの意味を持つ。
使用例: 「教育施設の改築」

大学（短期大学および大学院を含む）や高等専門学校などにおいては、特定分野の教育のみを目的とする施設を指すこともある（例: 情報教育施設）。
教育施設のうち、学校教育法第1条に示されるもの（一条校）を学校という。

## 使用例
- 学校教育施設、文化教育施設など
- 職員教育施設 … 例として、航空保安大学校、防衛大学校、警察大学校など
- 職業訓練施設の一部の施設 … 海技大学校、農業者大学校など（職業能力開発促進法に基づく職業訓練施設を除く）
- 指定技能教育施設 … 技能連携制度によって、都道府県教育委員会の指定する技能教育のための施設
- 社会教育施設 … 社会教育の施設として具体的には図書館、博物館、公民館のほか、プール、スポーツ公園、青少年宿泊訓練施設など、さらには学習塾や予備校、スポーツクラブなど
- 青少年社会教育施設、青少年教育施設…例として国立青少年交流の家など
- 軍事教育施設
- 軍事教育施設の例
  - 軍事外交アカデミー(ロシア) … 幕僚、駐在武官、非合法諜報員を教育するための教育施設。ロシア連邦軍参謀本部情報総局（GRU）が管轄
  - ロシア連邦軍参謀本部軍事アカデミー…将官候補者の教育を行う教育施設
  - 高等軍事教育施設局
  - ブルガリア共和国軍 … ブルガリア軍に、軍事教育施設等を含める
  - モスクワ軍管区軍事教育施設 … 軍管区内には29校の高等、69校の中等軍事教育施設が存在し、これまでアルメニア共和国軍将校要員を含め延べ6万人の将校が教育される
  - ガンジス (英軍施設) … 2代目ガンジスを転用した教育施設
  - 北カフカーズ軍管区軍事教育施設ネットワーク
  - フルンゼ軍事大学（ロシア語版、英語版） … ソビエト連邦時代最高峰の軍事教育施設。名前はミハイル・フルンゼを記念している
  - 労農赤軍軍事教育施設局、軍医アカデミー
  - ペテルブルク高等軍事測量指揮学校 … 軍事技術大学分校で175年以上の歴史のあるロシア最古の教育施設。参謀本部軍事測量局（VTU）勤務の測量将校は、同校で訓練されている
  - 国防人民委員部 … 軍事教育施設局が教育施設を運営
  - 海軍通信学校
  - 小松海軍航空隊
  - 河和海軍航空隊

- 公的教育施設 … 公有地条例 (1785年)参照
- 在外教育施設（在学教育施設） … 学校教育法施行規則等に則って運営される日本国外に所在している教育施設

## 設置者ごとの分類
- 国立の教育施設
例: 東京国立博物館
- 公立の教育施設（地方公共団体が設置する教育施設）
例: 東京都立図書館
- 私立の教育施設（国立の教育施設、公立の教育施設とされないもの）
例: NHK放送博物館

## 施設例
- 学校
  - 幼稚園（特別支援学校の幼稚部と広義的な認定こども園を含む）は学校教育法による「学校」で、幼稚園教諭が教鞭をとる。保育所は厚生労働省所管の児童福祉施設であり保育（養護及び教育）を行う施設である
- 専修学校・各種学校
- 博物館
- 天文台 … 研究教育施設としても
- 公民館 … 社会教育施設  各種の事業を行う
- 武道館 … この場合は地方自治体によって教育施設として全国各地に造られた公設道場をさす
- 体育館 … 社会教育施設
- 文学館 … 各地にある文学、作家にまつわる社会教育施設
- 図書館
- サポート校 … 高等学校通信教育学校を卒業するために、学習に対する支援などを行う教育施設。
- 塾 … 文部科学省の審議会において、学校教育法によらない私的な塾であっても、教育施設とみなす答申がなされた。

## おもな教育施設協議会
- 日本臨床工学技士教育施設協議会（臨床工学技士法）
- 全国青少年教育施設協議会 - 中央青少年団体連絡協議会
- 日本臨床衛生検査技師会
- 全国診療放射線技師教育施設協議会
- 日本臨床工学技士教育施設協議会
- 全国救急救命士教育施設協議会JESA

## 病院・医療機関が指定される教育施設の種類
（総合病院が認定される）
- 日本糖尿病学会専門医制度認定教育施設
- 日本泌尿器科学会専門医教育施設
- 日本泌尿器科学会泌尿器科専門医教育施設基幹教育施設
- 日本内科学会認定教育施設
- 日本内分泌代謝科専門医制度認定教育施設
- 日本リウマチ学会教育施設
- 日本脳卒中学会認定研修教育施設（日本脳卒中学会専門医認定制度による研修教育施設）
- 日本泌尿器科学会認定専門医教育施設
- 日本神経学会認定医教育施設
- 整形外科学会専門医研修施設
- 泌尿器科専門医教育施設
- 透析学会教育関連施設

## 各地の教育施設
- アイヌ民族博物館 … 調査・研究、教育普及事業を総合的に行う社会教育施設として設置
- 九二一地震教育園区 … 防災教育施設を併設
- 釧路市こども遊学館 … 体験参加型の社会教育施設
- 健康学園 …善の機会を提供しようとする試み、もしくはそのための教育施設
- 三の倉市民の里 … 岐阜県多治見市にある野外教育施設
- 国立病院機構大阪南医療センター … 各種医学会の研修や教育施設に指定されている
- 大阪市立環境学習センター（生き生き地球館） … 大阪市都市環境局所管の環境教育施設
- 鳥羽水族館 … 社会教育施設として文部科学省の博物館の指定を受ける
- 学びの森 … 富岡町文化交流センター学びの森 学びの森 (各務原市) 新川学びの森天神山交流館 など
- 徳島県立総合教育センター … 徳島県教育委員会が運営する教育施設
- 八坂女紅場学園 …舞妓・芸妓のための教育施設
- 東山女子技芸学校 …舞妓・芸妓のための教育施設
- 富山県運転教育センター …全国で唯一の交通安全教育施設
- 兵庫県立兎和野高原野外教育センター … 青少年のための野外教育施設
- 国立音楽院 … 東京都世田谷区にある音楽教育施設
- 戸田市こどもの国 … 学校外教育施設に位置づけられている
- ツインリンクもてぎ（本田技研工業） … 施設内に環境教育施設運営　運転に関する各種トレーニングなどを行う「交通教育施設」も運営
- 青少年教育施設 … 青年の家  国や地方自治体の施設　野外教育を行う
- 少年自然の家 …国や地方自治体で設置した青少年のための社会教育施設
- 余裕教室 … 地域の社会教育施設、児童・社会福祉のためのスペースとして活用するこ…
- 氷ノ山高原の宿氷太くん … 青少年教育施設
- 人形劇場とらまる座 … 用途は青少年教育施設
- 新川学びの森天神山交流館 … 富山県魚津市にある教育施設
- 学校法人穴吹学園 …高松高等学院が、香川県教育委員会による指定技能教育施設
- 松実高等学園 …埼玉県春日部市　高等部と中等部を併設。埼玉県教育委員会による指定技能教育施設
- リナックスアカデミー … オープンソースを専門とする教育施設
- さいたま市青少年科学館 …小中学校地学分野の理科教育の学校教育施設でもある
- しらくら山の学校 … 富山県魚津市鉢にある教育施設
- チュアム … Patrick's College（元修道学校）やSt Jarlath's Collegeといった教育施設がある
- とらまる人形劇ミュージアム … 用途は青少年教育施設
- ドリームシアター岐阜 … 岐阜市立の青少年教育施設
- ナポリ植物園 …フランス領時代にナポリに多く作られた研究、教育施設でもある
- リッチフィールド (企業)  … 医薬情報担当者教育施設を認定取得
- かごしま近代文学館 … 文学館。教育施設管理公社が管理運営
- カーネギーメロン大学日本校 …文部科学大臣からは、「外国の大学院の課程を有する教育施設」として指定を受けている
- アウトワード・バウンド … 青少年の社会教育施設だったイギリスの
- 天山文庫 …福島県川内村に詩人・草野心平を記念して建てられた社会教育施設
- ヘデル … ユダヤ教の初等教育施設
- 農業者研修教育施設 … 道府県が農業改良助長法に基づき設置している農業大学校
- 診療放射線技師養成所（診療放射線技師学校） …診療放射線技師を育成するための教育施設

## 過去に存在した教育施設
- 国子監 … 高麗の最高の教育施設
- 昌平坂学問所 … 江戸幕府の教育施設
- 中央鉄道学園 …かつて存在した日本国有鉄道（国鉄）の教育施設
- 滝乃川学園 … 少女の孤児を対象とした女子教育施設
- 綜芸種智院 … 空海が創設した庶民のための教育施設
- 文武館（致道館） …山内豊範の命を受けた吉田東洋により開設された教育施設。高知県立武道館 がその跡地に建つ
- 国語伝習所 … 日本語を中心とする基礎教育学制と教育施設を指す名称として
- 閑谷学校 …世界最古の庶民学校で、藩士のための教育施設/藩校であった
- 関西電力学園 …関西電力がかつて運営していた社員教育施設
- 月寒送信所 … かつては通信士の教育施設として使われていた
- ノビシャド,コレジオ… 16世紀、日本人聖職者育成のため各地に教育施設の設置
- 寺子屋 … 江戸時代の庶民を対象とした教育施設
- ナポラ … 1933年ナチス政権獲得後に民族共同体教育施設として設けられた寄宿制ギムナジウム
- トモエ学園 …　リトミック教育を日本で初めて実践的に取り入れた

## 運営教育施設の例
- 学校法人修文学院#設置校
- 学校法人宝塚大学#設置校
- 学校法人栗岡学園#運営している教育・厚生施設
- 学校法人高山短期大学#運営教育施設
- 学校法人奈良学園#設置校
- 学校法人白藤学園#運営する教育施設
- 学校法人福山大学#運営する教育施設
- 学校法人聖心学園#運営する教育施設
- 学校法人みどり学園 (大阪府)#運営教育施設
- 学校法人大阪明星学園#設置校

## 学校内の教育施設の例
- 鎮西学院高等学校 教育施設として、情報処理室（第1・第2）、メディア室、化学・生物教室など
- 創成館中学校  教育施設として、コンピュータ室（WinRoom、MacRoom） を
- 三重県立相可高等学校 食物調理科の実践教育施設として五桂池ふるさと村内に｢まごの店｣を店舗運営
- 学習院女子高等科 教育施設としては、HRと特別教室を含む一般教室がA館からF館まで
- 同志社大学京田辺校地#教育施設/同志社大学今出川校地#教育施設